# ひまわり (飯塚雅弓のアルバム)
『ひまわり』は、飯塚雅弓の5枚目のオリジナルアルバムおよびそれに収録されている楽曲のタイトル。2001年7月25日に徳間ジャパンコミュニケーションズから発売された。

## 背景
移籍後初のアルバムということで、再スタートしたい気持ちがあり、自身で作詞したものを多めに入れたり楽器をたくさん取り入れたという。その分、暖かさをメインに考えている。
テーマは「出逢いの素晴らしさ」「そこから生まれる優しさや強さ」で、それを表現していこうと意識して作ったアルバムだという。

## プロモーション・リリース
2001年7月25日に徳間ジャパンコミュニケーションズから発売された。同レーベルに移籍して初となるアルバム。
『berry best』から5ヶ月ぶりとなるアルバムで、オリジナルアルバムとしては『AERIS』から11ヶ月ぶりとなる5枚目オリジナルアルバム。
販売形態は、通常盤(TKCA-72176)のみで、初回限定版は、特別パッケージとピクチャーレーベル仕様となっている。
本アルバムを引っ提げて、ツアーライブ『Strawberry Story 2001 〜ひまわりのように〜』が8月5日から24日まで開催された。8月24日に行われた渋谷公会堂公演の模様を収録したDVDおよびLDが12月5日に徳間ジャパンコミュニケーションズから発売された。

## 音楽性
2曲目「アイのチカラ」の詞にある「LOVE!!」「KISS!!」「Dash!!」は狙って作ったといい、ライブを意識し、自身がステージで歌っているのを想像しながら作詞したという。
10曲目「小さな私から」は、曲が終わって約1分後に「ひまわり」のボーナストラックがある。
その他、グロッケン・鍵盤ハーモニカ・タンバリンといった楽器を使用しており、飯塚は「歌うだけじゃなくて楽器とも触れ合っていきたいなあって思っていて、今回のコンサートでも、楽器と触れ合える時間みたいなものを作ってます」と述べている。

## 収録内容
| #         | タイトル                                  | 作詞               | 作曲       | 編曲       | 時間  |
| --------- | ----------------------------------------- | ------------------ | ---------- | ---------- | ----- |
| 1.        | 「MELODY」                                | 飯塚雅弓           | 大津美紀   | 加藤道明   | 6:16  |
| 2.        | 「アイのチカラ」                          | 飯塚雅弓           | CHiBUN     | CHiBUN     | 3:52  |
| 3.        | 「くもりのちはれ」                        | 飯塚雅弓           | 泉川そら   | 加藤道明   | 4:57  |
| 4.        | 「ひまわり」                              | 飯塚雅弓           | 浅田信一   | 加藤道明   | 5:44  |
| 5.        | 「あなたがいれば」                        | 泉川そら           | 泉川そら   | 中山努     | 4:55  |
| 6.        | 「さんきゅっ」                            | 泉川そら           | CHiBUN     | CHiBUN     | 4:17  |
| 7.        | 「そよ風とカフェオレ」                    | 泉川そら           | 泉川そら   | 中山努     | 4:41  |
| 8.        | 「SWEETEST」                              | かの香織           | CHiBUN     | CHiBUN     | 4:43  |
| 9.        | 「A Place in the Sun 〜陽のあたる場所〜」 | 長谷川智樹         | 長谷川智樹 | 長谷川智樹 | 4:15  |
| 10.       | 「小さな私から」                          | 飯塚雅弓、泉川そら | 泉川そら   | 加藤道明   | 3:46  |
| 合計時間: | 合計時間:                                 | 合計時間:          | 合計時間:  | 合計時間:  | 52:46 |

## 参加ミュージシャン
| MELODY - Drums：佐野康夫 - Bass：Mecken - Guitars：加藤道明 - Piano：中西康晴 - Strings：Joe Group アイのチカラ - Guitars & Programming：CHiBUN - Trumpet：木幡光邦 - Trombone：鍵和田道男 - Organ：中山努 - Tambourine：飯塚雅弓 くもりのちはれ - Drums：渡嘉敷祐一 - Bass：岡沢茂 - Acoustic Guitar：加藤道明 - Piano：松田真人 - French Horn：南浩之 - 1st Violin：加藤高志 - 2nd Violin：大沢浄 - Viola：渡辺裕 - Cello：菊地知也 ひまわり - Drums & Tambourine：渡嘉敷祐一 - Bass：岡沢茂 - Guitars：加藤道明 - Piano：松田真人 - Flute：山本拓夫 - Glocken：飯塚雅弓 - Strings：Joe Group あなたがいれば - Drums：矢部浩志 - Bass：沖山優司 - Guitars：CHiBUN - Keyboards & Programming：中山努 | さんきゅっ - Drums：佐野康夫 - Bass：中原信雄 - Guitars & Programming：CHiBUN - Keyboards：中山努 - Glocken：飯塚雅弓 そよ風とカフェオレ - Drums：矢部浩志 - Bass：沖山優司 - Guitars：CHiBUN - Keyboards & Programming：中山努 - Melodica：飯塚雅弓 SWEETEST - Drums：佐野康夫 - Bass：中原信雄 - Guitars & Programming：CHiBUN - Keyboards：中山努 A Place in the Sun 〜陽のあたる場所〜 - Drums：寺谷誠一 - Bass：沖山優司 - Guitars & Keyboards & Programming：長谷川智樹 - Strings：小池ストリングス 小さな私から - Piano：中西康晴 - Strings：Joe Group - French Horn：南浩之 |

## タイアップ
| 楽曲     | タイアップ                                 |
| -------- | ------------------------------------------ |
| ひまわり | テレビ神奈川『アニメTV』エンディングテーマ |

## ツアー日程
| 日付          | 都市     | 会場               |
| ------------- | -------- | ------------------ |
| 2001年8月5日  | 横浜市   | 関内ホール         |
| 2001年8月11日 | 大阪市   | 梅田HEAT BEAT      |
| 2001年8月12日 | 名古屋市 | 名古屋CLUB QUATTRO |
| 2001年8月24日 | 東京     | 渋谷公会堂         |